# HOTEL TIKI-POTO
『HOTEL TIKI-POTO』（ホテル・チキ・ポト）は、日本のロックバンド、THE HIGH-LOWSの6枚目のオリジナル・アルバム。2001年9月5日発売。発売元はキティMME。

## 概要
前作より約1年3ヶ月でのリリース。全オリジナルアルバムの中で収録時間は最長。
封入特典：「HOTEL TIKI-POTO」特製ステッカー
全アルバム中、シングルカット（カップリング曲含む）された曲数が最も多い。

## 収録曲
| 全編曲: THE HIGH-LOWS。 |                            |            |       |
| #                       | タイトル                   | 作詞・作曲 | 時間  |
| 1.                      | 「21世紀音頭」             | 真島昌利   | 4:42  |
| 2.                      | 「十四才」                 | 甲本ヒロト | 6:35  |
| 3.                      | 「迷路」                   | 甲本ヒロト | 4:07  |
| 4.                      | 「ニューヨーク」           | 真島昌利   | 6:11  |
| 5.                      | 「シッパイマン」           | 甲本ヒロト | 3:48  |
| 6.                      | 「恋のダイナマイトダンス」 | 甲本ヒロト | 7:02  |
| 7.                      | 「海雲台ブルー」           | 真島昌利   | 4:21  |
| 8.                      | 「よろこびの歌」           | 真島昌利   | 4:02  |
| 9.                      | 「カレーうどん」           | 真島昌利   | 7:16  |
| 10.                     | 「コスモス」               | 真島昌利   | 4:26  |
| 11.                     | 「フルコート」             | 甲本ヒロト | 4:21  |
| 12.                     | 「天国野郎ナンバーワン」   | 真島昌利   | 2:54  |
| 13.                     | 「アダムスキー」           | 甲本ヒロト | 3:53  |
| 14.                     | 「クリーミー」             | 甲本ヒロト | 4:44  |
| 合計時間:               | 合計時間:                  | 合計時間:  | 68:22 |

### 楽曲解説
「十四才」
16thシングル曲（両A面）。
表記はないがアルバムバージョンであり、シングルではフェードアウトだったのに対し、本作では完奏している。
「迷路」
「洋服の青山」CMソング、「J-PHONE」CMソング
後に18thシングルのカップリング曲としてリカット。
「ニューヨーク」
後に17thシングルとしてリカット。
「シッパイマン」
映画「ゼブラーマン」挿入歌。
後に22ndシングルのカップリング曲としてリカット。
「海雲台ブルー」
韓国釜山広域市の海雲台がモチーフ。ただし、歌詞の中では熱海に似ている観光地とも歌われる。
「よろこびの歌」
後に17thシングルのカップリング曲としてリカット。
「コスモス」
間寛平に楽曲提供。
「フルコート」
16thシングル曲（両A面）。
「天国野郎ナンバーワン」
間寛平に楽曲提供（「天国野郎」として）。
17thシングルにライブバージョンが収録されている。

## 参加ミュージシャン
THE HIGH-LOWS
- 甲本ヒロト ：ボーカル、ブルースハープ
- 真島昌利：ギター、コーラス
- 調先人：ベース、コーラス
- 大島賢治：ドラムス、コーラス
- 白井幹夫 キーボード